# La Chapelle-Montligeon
La Chapelle-Montligeon ist eine französische Gemeinde mit 510 Einwohnern (Stand: 1. Januar 2022) im Département Orne in der Region Normandie. Sie gehört zum Arrondissement Mortagne-au-Perche und zum Kanton Mortagne-au-Perche.

## Geographie
La Chapelle-Montligeon liegt am Flüsschen Villette, das zur Huisne entwässert.
Nachbargemeinden sind Saint-Mard-de-Réno im Nordwesten, Longny les Villages im Nordosten, Cour-Maugis sur Huisne im Südosten, Corbon im Süden und Courgeon im Südwesten.

## Bevölkerungsentwicklung
| Jahr      | 1962 | 1968 | 1975 | 1982 | 1990 | 1999 | 2008 | 2015 |
| --------- | ---- | ---- | ---- | ---- | ---- | ---- | ---- | ---- |
| Einwohner | 687  | 710  | 711  | 858  | 786  | 716  | 648  | 550  |

## Sehenswürdigkeiten

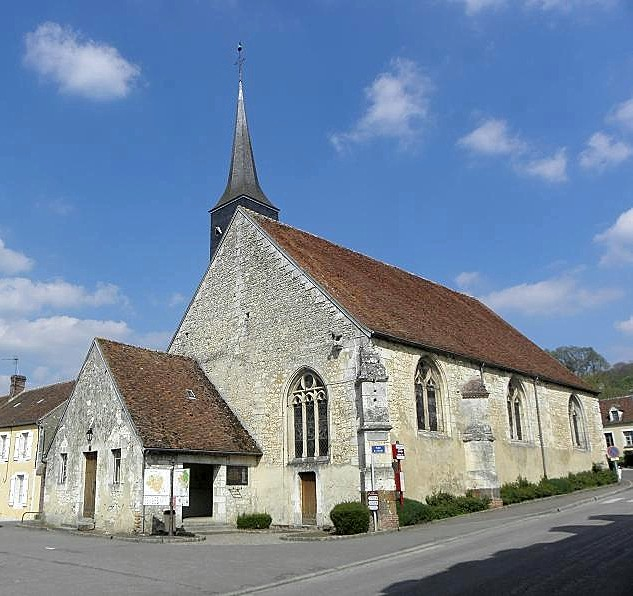
Kirche Saint-Pierre
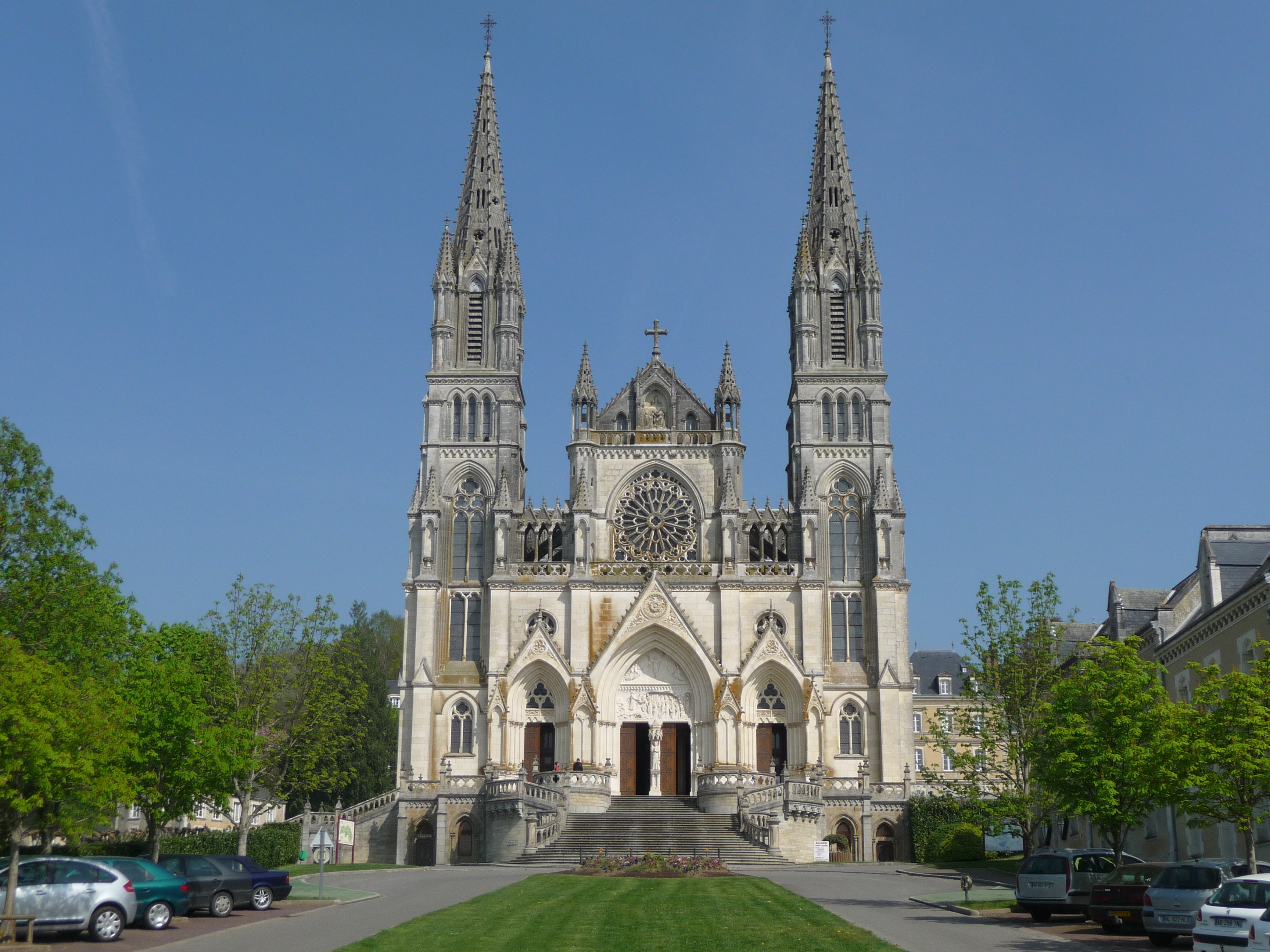
Basilika Notre-Dame de Montligeon

- Kirche Saint-Pierre
- Basilika Notre-Dame